# Målform

Målform per gemeente
Bokmål
Nynorsk
geen voorkeur

Målform is de variant van het Noors die een openbaar bestuur in Noorwegen gebruikt; dit kan Bokmål of Nynorsk zijn. Het woord målform is synoniem met het woord standardspråk (standaardtaal), maar målform heeft de voorkeur omdat het een neutrale klank heeft. Standaardtaal suggereert dat er maar een standaard is, terwijl zowel Nynorsk als Bokmål als correct Noors geldt. Daarnaast zou het begrip standaardtaal in de zin van de norm ten onrechte de indruk wekken dat het gebruik van een dialect niet als normaal geldt.

## Fylker
De meeste fylker (provincies) in Noorwegen hebben geen voorkeur wat målform betreft. Sogn og Fjordane, Hordaland en Møre og Romsdal geven de voorkeur aan Nynorsk, terwijl er in de voormalige fylker Finnmark, Østfold en Vestfold ooit voor Bokmål is gekozen. Østfold is nu een deel van Viken waarin als zodanig geen voorkeur is. Gemeentes in dezelfde fylke kunnen verschillende voorkeuren hebben.